# Sullka
Sullka es un platillo tradicional de la gastronomía de Bolivia, del departamento de Chuquisaca.

## Ingredientes e historia
Los ingredientes son carne de res en tiras, mote de maíz (o choclo entero), papa hervida y, ocasionalmente, tripa frita y crocante. Se suele acompañar con una cerveza fría.
La sullka se suele consumir al mediodía o en la denominada sajra hora u hora de la merienda por la mañana. En 2019 la sullka fue candidata a plato bandera del departamento de Chuquisaca.